# Joan Sala i Ferrer
Joan Sala i Ferrer, surnommé également Joan de Serrallonga, né le 21 avril 1594 à Viladrau et mort le 8 janvier 1634 à Barcelone, est un bandit catalan. Son surnom, Serrallonga, provient de sa femme Margarida Tallades, qui était l'aînée de la ferme du mas Serrallonga de Querós. Ce personnage connu fait partie désormais des mythes populaires et ses aventures sont racontées de village en village. 
Ainsi, par exemple, le roman Don Joan de Serrallonga de Víctor Balaguer est en l’honneur de la figure légendaire de Serrallonga.

## Contexte historique
C’est entre les XVIe et XVIIe siècles, que le banditisme va se développer en Principauté de Catalogne. Plusieurs facteurs furent à l’origine de ce phénomène tels que la démographie, l’économie ainsi que la structure de la société catalane. En effet, en 1348, la peste noire va toucher la Catalogne, ce fut l’une des pandémies les plus graves de l’Histoire de l’Europe. Ainsi, la Catalogne va perdre plus de la moitié de ses habitants. De ce fait, de nombreuses guerres ainsi que des périodes de famine vont s’installer, intensifiant de plus en plus une chute démographique. D'autre part, la mort de Philippe II, en 1598, va être le déclencheur d’une crise économique dans le pays. Pour la plupart des espagnols, la Catalogne était une terre qui favorisait le banditisme.
Mais, de plus, toute cette réalité fut fantasmée par plusieurs écrivains dont Cervantes lors de la période du Siècle d'or espagnol. Durant cette période, le banditisme va réapparaitre dans le pays. C’est ainsi que le terme de « bandit catalan » va être très utilisé dans le domaine de la littérature du Siècle d’or, décrit comme un personnage ayant une mauvaise réputation.

## Biographie
Il est le fils de Joan Sala et de Joana Ferrer : une riche famille paysanne. Mais petit à petit, les nombreuses difficultés économiques commencèrent à le conduire vers de la délinquance. Le 18 janvier 1598, alors qu’il est à peine âgé de quatre ans, il va perdre subitement sa mère. Ainsi, son père et son frère Antoni font faire par la suite un double mariage avec Margarida et Elisabeth, les sœurs de la ferme de Riera de Tona. C’est durant le moment, pendant son travail (Can Tarrés) à Sant Hilari Sacalm, qu’il rencontra Margarida Tallades : sa future épouse. Tous les deux, se marièrent à l’église de Sant Martí de Querós et eurent cinq enfants au total : Elisabeth/Antoni/Mariana/Joseph Baltasar et Isidre (qui sont six).
Au cours de sa vie, il associa sa vie de paysan rythmée à de la délinquance. Mais en 1622, il y eut un changement radical dans sa vie, lorsqu’il décida de tuer un voisin qu’il l’avait dénoncé depuis peu. Ce fut le début d’une échappatoire de sa vie quotidienne, mais avec une lourde conséquence malgré tout à la fin. Pendant de nombreuses années, il eut un dévouement total au gang de bandits qu’il dirigea, tout en kidnappant des gens en échange de rançons, ou bien en commettant de nombreux meurtres. Même les habitants d’Osona affirment qu’il avait distribué de l’argent volé au trésor royal (les impôts) dans des villes et villages, en voulant remercier ceux qu’ils l’ont aidé à se cacher des troupes du Vice-Roi. Lors de l’année 1627, alors qu’il fut poursuivi par les soldats de Philippe IV, il prit la décision de s’enfuir pour la France pendant une durée d’un an grâce à l’aide de nombreux catalans. Enfin, le 31 octobre 1633 à Can Agustí (Santa Coloma de Farners) il fut capturé par des soldats du Duc de Cardona (Vice-Roi de Catalogne). Par la suite de nombreuses tortures, il fut exécuté dans la ville de Barcelone, quelques semaines plus tard après son emprisonnement entre le 8 et le 10 janvier selon diverses sources,,.

## Vols attribués à Joan Sala i Ferrer
- Ferme « Seguer de Jafre » (Baix Empordà), il attaqua la ferme le 15 février 1623. Pour cela, il eut l’aide des frères Borrullet, dont l’un avait été l’ermite du Santuari de la Font Santa.
- Ferme « Boada de Salitja ».
- Ferme « Rebronet de les Plaines » mais ce fut un échec.
- Vol auprès des impôts immobiliers près de Vic.
- Vol auprès de la Poste avec de l’argent appartenant à l’État, en février 1628.

## Dans la culture populaire
Selon des croyances populaires, la figure de Serrallonga aurait été déformée pour en faire un personnage plein de bonnes intentions. En effet, il volait aux riches pour donner aux pauvres.
À travers de plusieurs domaines, il existe un hommage au personnage de Serrallonga. Dans le domaine de la littérature, l’écrivain Victor Balaguer va écrire un roman en 1863, intitulé Don Joan de Serrallonga.  D’autres auteurs vont également écrire sur ce personnage dont Antonio Coello ; Francisco de Rojas Zorrilla ou encore Luis Vélez de Guevara.
Dans le domaine de la musique, le professeur Enric Morera va créer un opéra inspiré du personnage de Serrallonga (XXe siècle). Enfin, dans le domaine de la danse, il existe une danse Ball d’en Serrallonga mettant en scène la vie jusqu’à la mort de ce bandit. Quelques représentations sont encore organisées dans certains endroits de la Catalogne.  